# تالاب بی‌ملک
تالاب بی‌ملک (ترکی استانبولی: Beymelek Lagünü) یک تالاب در استان آنتالیای کشور ترکیه است.